# Parti social-démocrate roumain (1990-2001)
Pour les articles homonymes, voir Parti social-démocrate roumain.
Le Parti social-démocrate roumain (en roumain : Partidul Social-Democrat Român, abrégé en PSDR) est un parti politique roumain ayant existé entre 1990 et 2001. Il est dirigé par Sergiu Cunescu. Il fait d'abord partie de la Convention démocratique roumaine, une coalition libérale dirigée par Corneliu Coposu, puis de l'Union sociale-démocrate, conduite par Petre Roman, qui rivalisait avec les anciens communistes d'Ion Iliescu.

## Histoire
Le PSDR est créé en 1990. Lors des élections législatives de 1990, il fait son entrée au Parlement. En 1992, il fait partie de la Convention démocratique roumaine, qu'il quitte en 1995. 
Lors des élections législatives de 1996, il se présente au sein de l'Union sociale-démocrate aux côtés du Parti démocrate-Front de salut national (PD-FSN). En 1999, l'ensemble des députés du PSDR quitte le parlement. Lors des élections législatives de 2000, il participe au Pôle démocrate social de Roumanie, une coalition réunissant le Parti de la démocratie sociale de Roumanie et le Parti humaniste roumain.
Le PSDR fusionne en juin 2001, après l'élection d'Alexandru Athanasiu à sa présidence, avec le Parti de la démocratie sociale de Roumanie, pour donner naissance au Parti social-démocrate.